# Губертус Гайль
Вольфґанґ-Губертус Гайль (нім. Wolfgang-Hubertus Heil; нар. 3 листопада 1972, Гільдесгайм) — німецький політик Соціал-демократичної партії Німеччини (СДП). Гайль є членом німецького Бундестагу з 1998 року, а з 8 грудня 2021 року міністром праці та соціальних питань в уряді Олафа Шольца. Цю ж посаду обіймав у четвертому уряді Анґели Меркель з 14 березня 2018 року по 7 грудня 2021 року.
З 2005 по 2009 роки та з червня по грудень 2017 року — генеральний секретар СДП.

## Біографія
Гайль народився у місті Гільдесгайм у 1972 році. Після закінчення гімназії в Пайне в 1992 році Гайль спочатку пройшов військову службу, а потім у 1995 році розпочав навчання з політології та соціології в Потсдамському університеті. Гайль закінчив навчання у Гаґенському заочному університеті в 2006 році. З початку 1995 по 1997 роки Гайль був співробітником брандербурзької депутатки Гайдрун Ферстер, у 1998 році протягом короткого часу співробітником депутатки Бундестагу Єви Фольти. Разом з тим, у період з 1995 по 1997 роки, Гайль очолював робочу групу з питань працівників у відділенні СДП у Брандербурзі. Також він є членом профспілки IG Metall.
Губертус Гайль належить до протестантської церкви. Він одружений з Солвейґ Орловські та разом з нею має сина та дочку.

## Політична кар'єра у СДП з 1998 року
Губертус Гайль вступив у СДП, будучи ще 16-річним гімназистом. Спочатку він був активним членом у союзі молодих соціалістів, де виконував роль регіонального голови у Брауншвейзі з 1991 по 1995 роки. Гайль був також головою міського округу СДП міста Пайне та з грудня 2009 року головою регіонального округу СДП у Брауншвейзі.

### Депутат Бундестагу (1998—до сьогоднішнього часу)
З 1998 року Гайль є членом Бундестагу. З жовтня 2002 року по листопад 2005 року він належав до ради правління земельної групи СДП Нижньої Саксонії, а з жовтня 2002 року по листопад 2004 року — до ради правління фракції СДП у Бундестазі. З квітня 2003 року по жовтень 2005 року Гайль був також головою фракційної групи «Телекомунікації та пошта». Губертус Гайль є консультативним членом комісії з основних цінностей СДП. Гайль проти виплат гарантованого мінімуму.
Гайль постійно проходив у парламент, перемагавши на виборах на одномандатному виборчому окрузі Гіфгорн – Пайне. На парламентських виборах 2013 року він отримав 42,3 % голосів. На попередніх виборах 2009 року він набрав 40,5 % голосів. Однак, його перевага над кандидатом із ХДС знизилася на 1,1 %. У 2017 році він отримав прямий мандат, набравши 37,8 %.

### Генеральний секретар СДП  (2005—2009, 2017)
15 листопада 2005 року Гайль був обраний генеральним секретарем СДП, отримавши на з'їзді партії 61,7 % голосів делегатів; 26 жовтня 2007 року він був знову обраний на цю посаду, набравши 80,9 % голосів. У цій ролі він був співвідповідальним за виборчу кампанію СДП на парламентських виборах 2009 року, в якому СДП набрала 23 % голосів, що стало найгіршим результатом партії на федеральних виборах до того часу.
30 травня 2017 року голова партії СДП Мартін Шульц оголосив про повторне призначення Губертуса Гайля на посаду генерального секретаря СДП. Гайль обійняв цей пост як наступник Катаріни Барлі, яка була призначена на посаду міністерки у справах сім'ї, літніх громадян, жінок та молоді. На парламентських виборах 2017 року Гайль знову очолив виборчу кампанію СДП; отримавши 20,5 % голосів, соціал-демократи побили рекорд найгірших результатів виборів повоєнної історії 2009 року. Невдовзі після парламентських виборів Гайль оголосив, що більше не буде подавати свою кандидатуру на пост генерального секретаря СДП.

### Міністр праці та соціальних питань (з березня 2018)
14 березня 2018 року Губертус Гайль був призначений Федеральним президентом Німеччини Франком-Вальтером Штайнмаєром на посаду міністра праці та соціальних питань у четвертому уряді Анґели Меркель.